# جنگل‌روی تک‌رنگ
جنگل‌روی تک‌رنگ (نام علمی: Ameiva concolor) یک گونه از سوسمارهای دم‌شلاقی و بومی پرو است.